# Stade Saniat Rmel
Stade Saniat Rmel – stadion sportowy w Tetuanie, w Maroku. Został otwarty w 1913 roku. Może pomieścić 10 000 widzów. Swoje spotkania rozgrywają na nim piłkarze klubu Moghreb Tétouan.